# Dandakosaurus
Dandakosaurus là một chi khủng long, được Yadagiri mô tả khoa học năm 1982.